# خوسه مانوئل لاسا
خوسه مانوئل لاسا (اسپانیایی: José Manuel Lasa‎؛ زادهٔ ۲۲ مهٔ ۱۹۴۰) دوچرخه‌سوار اهل اسپانیا است. وی در بازی‌های المپیک تابستانی ۱۹۶۴ شرکت کرده است.